# Harrisburg (Ohio)
Harrisburg is een plaats (village) in de Amerikaanse staat Ohio, en valt bestuurlijk gezien onder Franklin County en Pickaway County.

## Demografie
Bij de volkstelling in 2000 werd het aantal inwoners vastgesteld op 332.
In 2006 is het aantal inwoners door het United States Census Bureau geschat op 312, een daling van 20 (-6,0%).

## Geografie
Volgens het United States Census Bureau beslaat de plaats een oppervlakte van
0,3 km², geheel bestaande uit land. Harrisburg ligt op ongeveer 242 m boven zeeniveau.

## Plaatsen in de nabije omgeving
De onderstaande figuur toont nabijgelegen plaatsen in een straal van 16 km rond Harrisburg.